# Schloss Waldegg (Feldbrunnen-St. Niklaus)

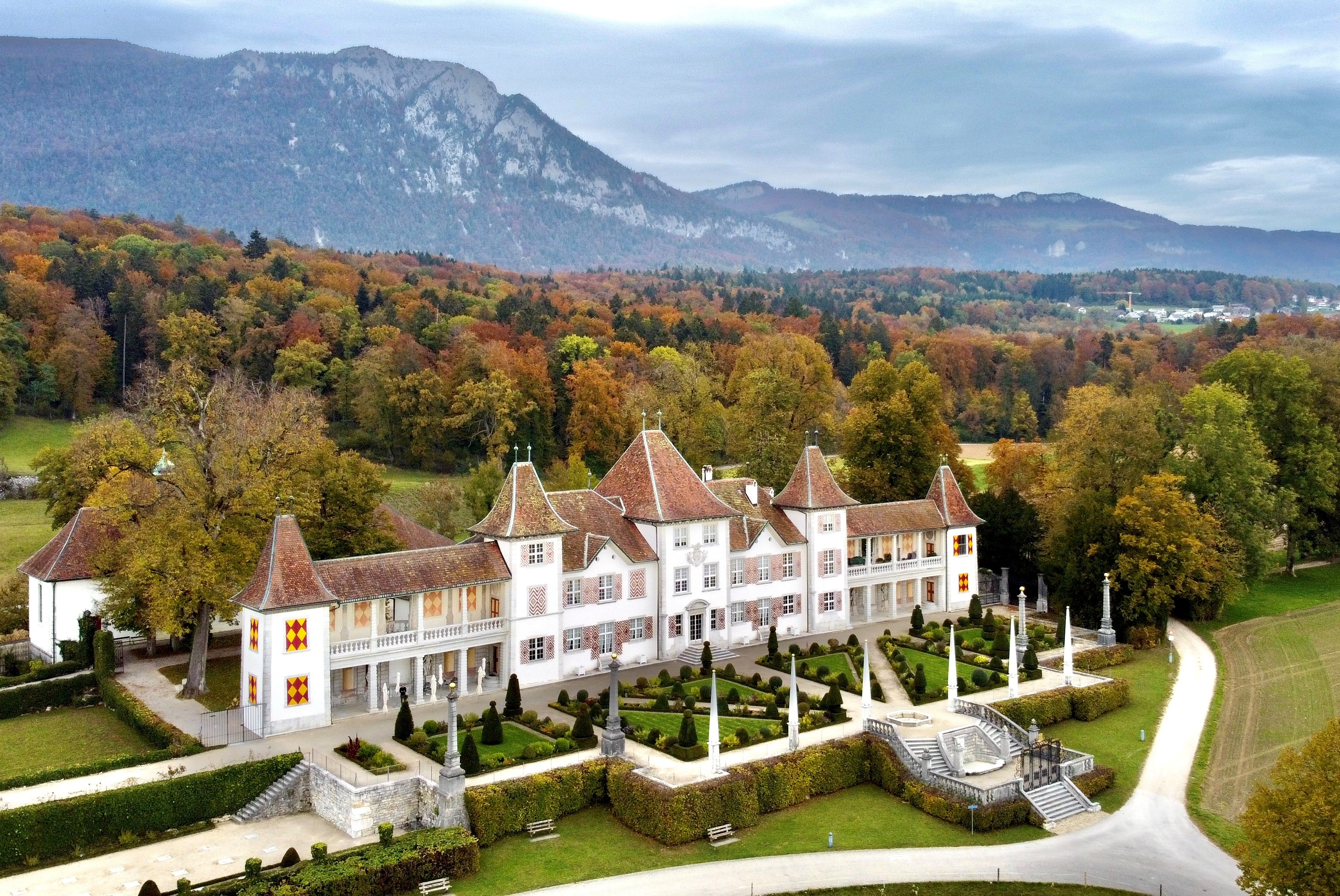
Schloss Waldegg

Das Schloss Waldegg ist ein Schloss in der Gemeinde Feldbrunnen-St. Niklaus in der Nähe von Solothurn.

## Geschichte
Das Gebäude wurde zwischen 1682 und 1690 als Sommerresidenz des Schultheissen Johann Viktor I. von Besenval erbaut. Er war der Sohn von Martin von Besenval, der 1628 als «Silberkrämer» aus dem Aostatal eingewandert war. Er stammte aus dem Dorf Valleil in der Gemeinde Torgnon. Vater Martin stieg innerhalb kurzer Zeit in die Solothurner Oberschicht auf. Da Solothurn von 1530 bis 1792 die französische Gesandtschaft in der Alten Eidgenossenschaft beherbergte, standen den Söhnen des Solothurner Patriziats Karrieren im französischen Königreich offen. Dritter Besitzer der Waldegg war der 1721 geborene Peter Viktor von Besenval, welcher während der Französischen Revolution unter dem Oberbefehl des Kriegsministers Victor-François de Broglie den Posten des Kommandanten der zur Niederschlagung der Unruhen nach Paris beorderten Streitkräfte innehatte. Seine Memoiren zeichnen ein atmosphärisches Bild der Ereignisse. Die einstige Residenz von Peter Viktor von Besenval in Paris, das Hôtel de Besenval, ist heute Sitz der Botschaft der Schweizerischen Eidgenossenschaft.
1865 gelangte der Landsitz durch Heirat und Kauf an die Solothurner Patrizierfamilie von Sury-Büssy. Das Schlossgebäude erfuhr im späten 19. Jahrhundert eine räumliche Neukonzeption, als zwei getrennte Appartements eingerichtet wurden. Ab dem frühen 20. Jahrhundert wurde das Schloss ganzjährig bewohnt. Mangels Nachkommen ging das Schloss 1963 als Stiftung an den Kanton Solothurn. Heute dient das Schloss als Wohnmuseum und als Veranstaltungsort für Ausstellungen, Konzerte und private Anlässe. Im Ostflügel des Schlosses wohnen bis heute Nachkommen der adligen Besitzer.

## Architektur

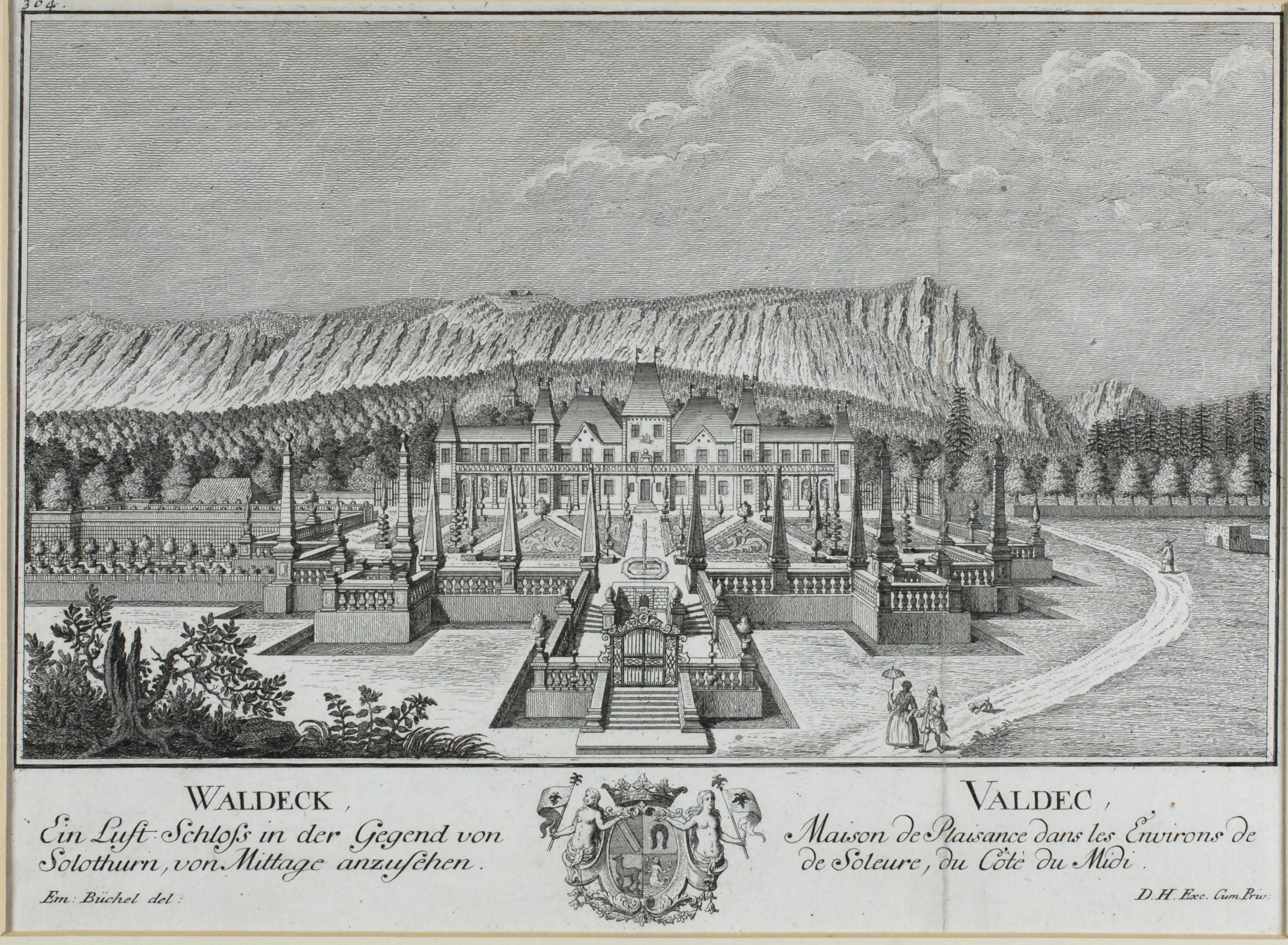
Schlossansicht Emmanuel Büchels in der «Topographie der Eidgenossenschaft» (18. Jahrhundert)

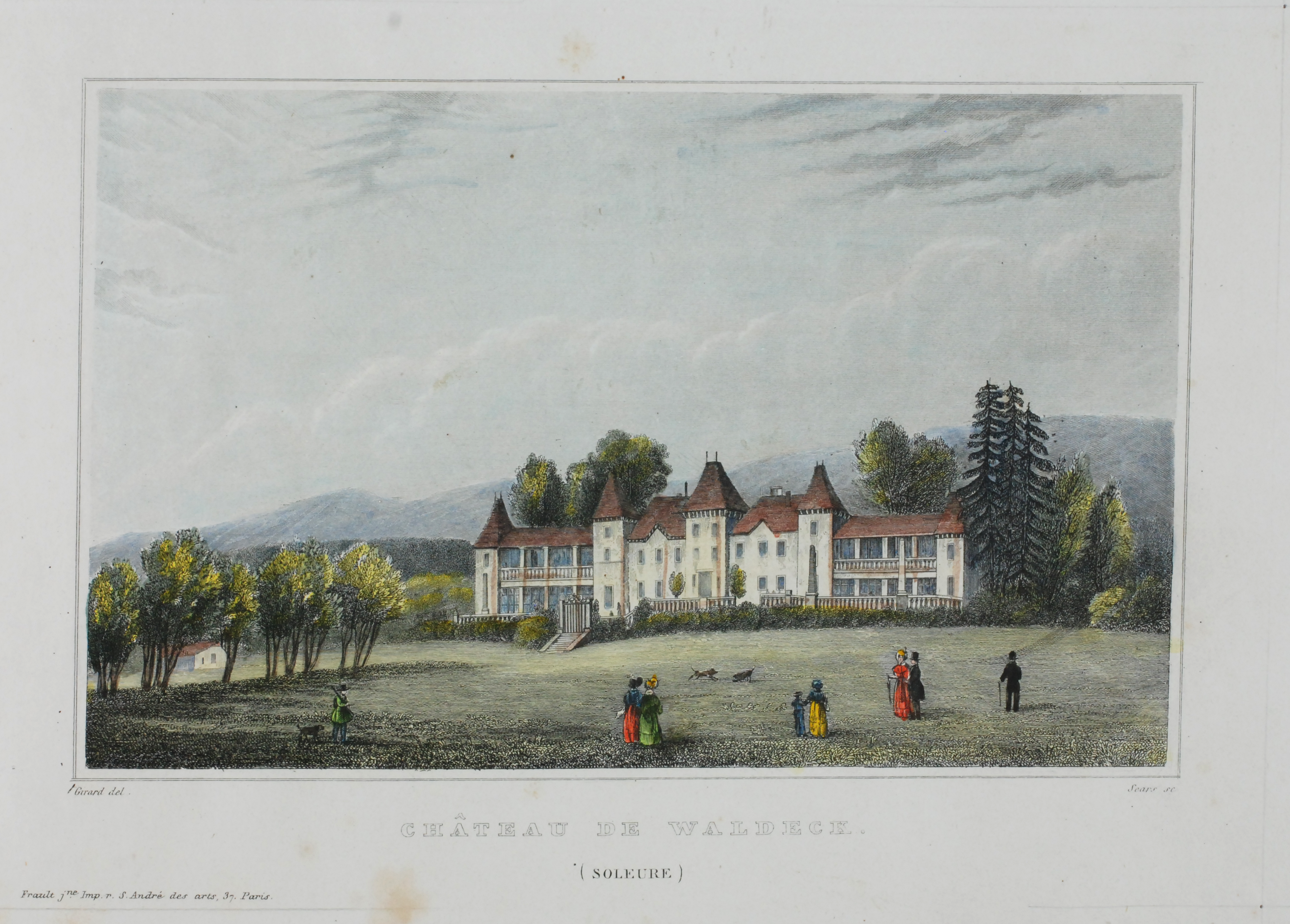
Das Schloss in einer Lithografie um 1850

Schloss Waldegg ist eine Übersteigerung des Türmlihauses, eines typisch solothurnischen Gebäudetypus, wie er vorwiegend im 17. Jahrhundert gross in Mode war (vgl. z. B. Sommerhaus Wylihof). Die Waldegg verfügt über ein barockes Gartenparterre, einen Orangeriegarten und einen «Potager» (franz. Küchengarten). Am Ende der Ostallee befindet sich ausserdem ein heute nicht mehr zugänglicher Eiskeller. Zum Anwesen gehören die Kapelle St. Michael, eine Hauskapelle sowie einige Oekonomiegebäude am Hof. Mit seiner über 70 Meter breiten Gartenfassade ist das Schloss ein auf Wirkung angelegter kulissenhafter Repräsentationsbau; die Gebäudetiefe liegt bei etwa zwölf Metern.
Nach dem Tod der letzten Besitzer machte sich der Kanton Solothurn 1989 an die Rekonstruktion des barocken Ensembles. Um das Gebäude als Begegnungszentrum nutzbar machen zu können, wurde der Theatersaal im Obergeschoss rekonstruiert und die Infrastruktur erneuert. Auch wurden historische Wand- und Deckenmalereien gefunden und wieder freigelegt. Die Räume sind heute weitgehend mit der ursprünglichen Möblierung des 17. bis 19. Jahrhunderts ausgestattet. Der ursprüngliche barocke Garten wurde archäologisch bearbeitet und rekonstruiert.
Diese Praxis der Rekonstruktion ist heute nicht unumstritten, da dafür die Gebäudegeschichte des 19. Jahrhunderts mitsamt dem Garten aus dieser Epoche geopfert wurde. Die südlich zum Anwesen führende Allee ist eine Neupflanzung im Rahmen der umfassenden Rekonstruktionsarbeiten, ihre historische Existenz ist jedoch unklar.

## Würdigung
Schloss Waldegg ist heute der am prominentesten gelegene Landsitz des Ancien Régime in der Umgebung Solothurns. Die meisten Landgüter der ehemaligen Solothurner Sommerhäuser verloren die sie umgebenden städtebaulichen Freiflächen bereits im 20. Jahrhundert durch die Siedlungsentwicklung. Zwar rief der Schweizer Heimatschutz anlässlich der Verleihung des Wakkerpreises an die Stadt Solothurn 1981 dazu auf, die verbliebenen Freiflächen als Zeuge der Solothurner Parklandschaft zu schützen, doch die Umzonung und Liquidierung kantonaler Landreserven führte zu Beginn des 21. Jahrhunderts dennoch zum fast vollständigen Verlust der letzten innerstädtischen Freiräume.
Dass Schloss Waldegg seine historische städtebauliche Erscheinung bewahren konnte, ist seinen letzten Besitzern zu verdanken. Die betagten Geschwister legten im Schenkungsvertrag von 1963 fest, dass die dazugehörenden Ländereien nicht bebaut werden dürfen, damit die Gesamtwirkung des Anwesens auch künftigen Generationen als geschichtliches Zeugnis dienen kann. Schloss Waldegg zeugt von der aristokratischen und diplomatischen Vergangenheit des Kantons (damals Stadtstaates), als rund zehn Adelsgeschlechter das politische und wirtschaftliche Leben im Stile des Absolutismus dominierten. Im Kleinen wurde dabei dem Vorbild des französischen «Sonnenkönigs» Louis XIV. nachgeeifert, sowohl politisch als auch architektonisch. Die Solothurner Adelsherrschaft wurde erst 1798 durch Truppen Napoleons, nach der Restauration definitiv durch einen Volksaufstand im Jahre 1830 gestürzt.